# Pristimantis loustes
Pristimantis loustes är en groddjursart som först beskrevs av Lynch 1979.  Pristimantis loustes ingår i släktet Pristimantis och familjen Strabomantidae. IUCN kategoriserar arten globalt som starkt hotad. Inga underarter finns listade i Catalogue of Life.